# 2023 au Belize
Chronologie du Belize
- 2019
- 2020
- 2021
- 2022
- 2023
- 2024
- 2025
- 2026
- 2027

Cet article présente les faits marquants de l'année 2023 au Belize.

## Gouvernement
- Monarque : Charles III
- Gouverneur général : Froyla Tzalam
- Premier ministre : Johnny Briceño
- Vice-premier ministre : Cordel Hyde
- Ministre de l'Économie : Johnny Briceño
- Ministre des Affaires étrangères : Eamon Courtenay
- Ministre de l'Éducation : Francis Fonseca
- Ministre de l'Urbanisme : Julius Espat
- Ministre de la Jeunesse et des Sports : Rodwell Ferguson
- Chef de l'opposition : Moses Barrow

## Statistiques
- x

## Évènements

### Janvier
- 14 janvier : début du tournoi de clôture du championnat du Belize de football 2023

### Février
- x

### Mars
- 22 mars : un Thyroptère tricolore (Thyroptera tricolor) leucistique est découvert au Belize. C'est le premier cas découvert chez cette espèce de chauve-souris mais aussi dans la famille des Thyropteridae[1].

### Avril
- x

### Mai
- x

### Juin
- Saison cyclonique 2023 dans l'océan Atlantique nord
- 21 juin : le Belize est certifié exempt de malaria par l'Organisation mondiale de la santé. Après un gros travail du gouvernement (surveillance, diagnostic et lutte), le pays est passé de 10 000 cas en 1994 à 0 cas indigène en 2019. Il est déclaré exempt après plus de trois ans d'absence de malades[2],[3].

### Juillet
- 28 juillet : instauration de l'état d'urgence pour 30 jours dans une partie de Belize City pour faire face à l'escalade de la violence des gangs[4].

### Août
- x

### Septembre
- 21 septembre : Fête nationale.

### Octobre
- x

### Novembre
- 13 novembre : des pluies importantes provoquent l'inondation de plusieurs quartiers de Belize City[5],[6].
- 14 novembre : retrait de l’accréditation de l’ambassadrice israélienne et suspension de toutes activités à Tel Aviv, en réaction à l’offensive menée par Israël dans la bande de Gaza[7],[8].

### Décembre
- 6 décembre : modification du Code de la route pour améliorer la sécurité routière[9].
- 8 décembre : la Chambre des représentants introduit des interprètes en langue des signes lors de sa réunion pour soutenir et inclure la communauté des personnes handicapées[10].

## Sport
- x

## Décès
- 3 août : Carlos Diaz, homme politique[11].